# San Isidro (Davao del Norte)
San Isidro (Bayan ng San Isidro) är en kommun i Filippinerna. Kommunen ligger på ön Mindanao, och tillhör provinsen Davao del Norte. Folkmängden uppgår till 24 100 invånare.
San Isidro är indelat i 13 barangayer.